# Amtsbezirk Atzerballig
Der Amtsbezirk Atzerballig war ein Amtsbezirk im Kreis Sonderburg in der Provinz Schleswig-Holstein.
Der Amtsbezirk wurde 1889 gebildet und umfasste die drei Gemeinden Atzerballig, Atzerballigholz und Kettingholz sowie Teile des Forstgutsbezirks Sonderburg. 1920 wurde der Amtsbezirk aufgelöst und die Gemeinden aufgrund der Volksabstimmung in Schleswig an Dänemark abgetreten.